# Low Bridge
Fifteen Miles on the Erie Canal, también conocido como The Bridge, Everybody Down, The Erie Canal Song y Mule Named Sal es una canción que se lanzó en 1905, Escrito por el compositor estadounidense Thomas S. Allen. El texto habla de Canal Erie, la ruta clave del noreste de EE. UU., con nostalgia que describe la época en que estaba cargada con mazda en lugar de barcos de vapor y ferrocarriles. La canción más tarde ganó el estado de la canción folk estadounidense y fue manejada por numerosos intérpretes folk.

## Enlandes externos
- The Erie Canal Song: Low Bridge - Letras, Partitura, Múltiples Interpretaciones de Audio y otras canciones clásicas de Erie Canal.
- Letras a The Erie Canal con audio MIDI
- Partituras para Low Bridge en formato PDF
- MP3 de grabación de 78RPM de Low Bridge Everybody Down por Billy Murray de una colección de sus grabaciones en Internet Archive

- Datos: Q11109434